# Gogotkowo Polna
Gogotkowo Polna – nieczynny wąskotorowy przystanek kolejowy w Gogółkowie, w województwie kujawsko-pomorskim.